# B.Basavanahalli, Kadur
B.Basavanahalli là một làng thuộc tehsil Kadur, huyện Chikmagalur, bang Karnataka, Ấn Độ.